# 8724 Junkoehara
8724 Junkoehara è un asteroide della fascia principale. Scoperto nel 1996, presenta un'orbita caratterizzata da un semiasse maggiore pari a 2,3931257 UA e da un'eccentricità di 0,2042794, inclinata di 2,10828° rispetto all'eclittica.
L'asteroide è dedicato al violoncellista Junko Ehara.